# Cryptothylax greshoffii
Cryptothylax greshoffii là một loài ếch thuộc họ Hyperoliidae.
Loài này có ở Angola, Cameroon, Cộng hòa Trung Phi, Cộng hòa Dân chủ Congo, Guinea Xích Đạo, Gabon, và có thể cả Cộng hòa Congo.
Môi trường sống tự nhiên của chúng là rừng ẩm vùng đất thấp nhiệt đới hoặc cận nhiệt đới, vùng cây bụi ẩm khu vực nhiệt đới hoặc cận nhiệt đới, sông ngòi, đầm nước, hồ nước ngọt, đầm nước ngọt, đầm nước ngọt có nước theo mùa, vườn nông thôn, rừng trước đây suy thoái nghiêm trọng, và ao nuôi trồng thủy sản.